# ولفرامیت
ولفرامیت (به انگلیسی: Wolframite) با فرمول شیمیایی (FeMn) WO4 از مجموعه کانی هاست و  از کلمه آلمانی wolf   گرگ و Rahm بمعنای رنگ کرم گرفته شده‌است.  به سختی در H2SO4 , HCl حل می‌شود. FeO:۱۱٫۸۴٪  MnO:۱۱٫۷٪  WO۳:۷۶٫۴۶٪  برای اولین بار در رومانی کشف شد و از نظر شکل بلور: قرصی شکل - منشوری، رنگ: سیاه - قهوه‌ای تیره، شفافیت: کدر(اپاک)، شکستگی: نامنظم، جلا: فلزی - چرب، رخ: کامل، سیستم تبلور: مونوکلینیک و در رده‌بندی ولفرامات است همچنین خاصیت مغناطیسی متوسط و منشأ تشکیل آن  پنوماتولیتی است.
همایند کانی‌شناسی (پارانژ) آن سختی - انحلال در اسیدهاکولومبیت- مولیبدنیت- فلوئوریت- شئلیت- توپاز و غیره است
، از نظر ژیزمان  بلوری - آگرگات دانه‌ای - توده‌ای فراوان ; آلمان غربی و شرقی، چک و اسلواکی، اسپانیا، کره جنوبی، بولیوی، آمریکا، پرتغال، ژاپن، مالزی، تایلند، URSS، استرالیا، چین و.... یافت می‌شود.

## منبع
- پردیس کشاورزی ایران